# Glądy (powiat braniewski)
Glądy (dawniej niem. Glanden) – osada w Polsce położona w województwie warmińsko-mazurskim, w powiecie braniewskim, w gminie Pieniężno. Wieś wchodzi w skład sołectwa Kowale. W latach 1975–1998 miejscowość administracyjnie należała do województwa elbląskiego.  Osada znajduje się w historycznym regionie Warmia.

## Historia
Wieś wzmiankowana w dokumentach już w 1386 r. W 1783 r. była to wieś królewska z 11 domami. W 1820 r. w jedenastu domach mieszkało 91 osób. Według spisu z 17 maja 1939 r. we wsi było 15 gospodarstw domowych z 88 mieszkańcami. We wsi było w tym czasie 9 gospodarstw rolnych. 
W styczniu 1972 r. zmieniono granice powiatu braniewskiego, włączając pięć sołectw gromady Pluty z powiatu bartoszyckiego do gromady Pieniężno (Jeziorko, Kowale ze wsiami Glądy i Lubianką, Łoźnik, Pluty ze wsią Pęłty i Wopy ze wsią Pawły. Według spisu z 1 stycznia 1973 r. wieś Glądy należała do Gromady Pieniężno, poczta Pluty.
Inne miejscowości o nazwie Glądy: Glądy